# Madeleine van Oppen
Madeleine van Oppen es una genetista ecológica neerlandesa que investiga en la Universidad de Melbourne, desde 2018 es becaria del Consejo de Investigación de Australia.

## Trayectoria profesional
Obtuvo su maestría en 1990 y completó su doctorado cum laude sobre la biogeografía molecular de las algas marinas en la Universidad de Groningen en 1995.
Van Oppen comenzó a estudiar los corales en 1997 y los microorganismos asociados a los corales en 2000; es experta en genética de los arrecifes y en cuestiones relacionadas con el blanqueamiento de los corales y la restauración de los mismos.
En 2005 recibió la medalla Dorothy Hill.
Desde 2015 es profesora en la Escuela de Biociencias de la Universidad de Melbourne, dirige el Instituto Australiano de Ciencias Marinas.